# 聖保羅區 (多米尼克)
聖保羅區（Saint Paul Parish）是中美洲國家多米尼克的10個行政區之一，位於該國西部，北毗聖約瑟夫區，東接聖戴維區，南鄰聖喬治區，西臨加勒比海，面積67.4平方公里，2001年人口8,397。
最大聚居地是坎菲爾德和馬歐。除了馬薩克雷以外，該區的其他村莊包括科克伦、斯普林菲尔德庄园和蓬卡塞均处於內陸。